# Коронавірусна хвороба 2019 на Бермудських островах
Епідемія коронавірусної хвороби 2019 на Бермудських островах — це поширення пандемії коронавірусної хвороби 2019 на територію Бермудських островів. Перший випадок хвороби на цій британській заморській території зареєстровано 18 березня 2020 року; а перші хворі прибули з Великої Британії та США. Ці особи прибули на острови 4 та 6 березня відповідно. Вони стали першими підтвердженими випадками хвороби, і частина експертів вважали, що COVID-19 міг потрапити на острови з не виявленими безсимптомними носіями ще до цього часу.
Уряд Бермудських островів працював над захистом населення островів від COVID-19, та намагався зменшити поширення чуток у соціальних мережах. Задля зменшення чуток у соціальних мережах офіційний вебсайт уряду оновлювався з прямим посиланням на інформацію, що стосується поширення коронавірусної хвороби на Бермудських островах. Уряд також використовував WhatsApp для спілкування з громадськістю островів. У зв'язку з невеликим розміром Бермудських островів та обмеженість опублікованих у всьому світі даних, наведені нижче дані можна перевірити за допомогою наведених посилань.
Міністерство охорони здоров'я також не повідомляло про деякі дані про хворих, поки не вдавалося захистити їх особисті дані. Бермудські острови є невеликою громадою, і за допомогою процесу елімінації особисті дані за незначної їх кількості можуть бути встановлені самостійно. Тому дані щодо деталей, рейсів, перебування та віку хворих не публікувались доти, доки не вдалося зберегти конфіденційність.

## Заходи боротьби з поширенням хвороби
Уряд Бермудських островів з 4 квітня запровадив 14-денне цілодобове перебування вдома, коли жителям дозволялося виходити з дому лише за продуктами, ліками або у випадку надзвичайної потреби. 14 квітня оголошено, що перебування вдома буде продовжено ще на 14 днів.
На Бермудських островах створено державні карантинні установи, до яких був заборонений доступ більшості жителів островів. Особи, які мали знаходитись у цих закладах, були ізольовані в своїх кімнатах, а після завершення карантину кімнати ретельно очищались, застосовуючи стандарти, затверджені міністерством охорони здоров'я. Ці засоби мали застосовуватися до цього часу, поки не розпочнуть використовувати технології, подібні до тих, що застосовуються в Гонконзі (про що сказано на прес-конференції телеканалу Бермудських островів, що транслювалася на YouTube 5 травня 2020 року), щоб забезпечити дотримання населенням островів карантинного обмеження на пересування поза домом. У зв'язку з можливим розголошенням перебування осіб на карантині у цій прес-конференції не вказувались конкретні об'єкти, а було лише зазначено, що у різний час під час пандемії використовувались від 1 до 3 об'єктів для карантину.
Керівник медичного управління островів оголосив у середу 20 травня 2020 року, що медичні заклади островів готові застосовувати реконвалесцентну плазмотерапію, та мати можливість провести 6 процедур. (Про це повідомлено на прес-конференції на телеканалі Бермудських островів від 2020-05-20 на YouTube).

## Хронологія

### Березень 2020 року
11 березня 2020 року уряд Бермудських островів розпочав публічні звернення до всього населення островів на місцевому телеканалі, а соціальні медіа опублікували того дня відео цього звернення на YouTube. Ці публічні звернення відбувались майже щодня, і проводились щодня з понеділка, 30 березня 2020 року, до понеділка, 18 квітня 2020 року, після чого час їх виходу в ефір змінився на понеділок, середу та п'ятницю, та виходили в такий час до п'ятниці, 15 травня 2020 року. Цими трансляціями уряд Бермудських островів покращив свій онлайн-стандарт та присутність під час пандемії, завдяки соціальному напрямку роботи уряду на той час. Після першої версії відео, випущеного в ефір 11 березня, із фотографією та голосом, пізніше перейшли до прямої трансляції та покращення зображень. Одночасно випускалась велика кількість урядових інформаційних кліпів, які демонструвались у YouTube, Instagram, Facebook і Twitter. Ці кліпи носили інформаційний характер, і в них публікувалась інформація та вказівки для населення островів про пандемію, а також відео вдячності багатьом працівникам різних галузей, зокрема касирам, портовим працівникам, лікарям, пожежникам, медсестрам, поліції, Королівському Бермудському полку та санітарному персоналу.
12 березня уряд Бермудських островів запровадив заборону на поїздки до Китаю, Ірану, Італії та Південної Кореї, зокрема Тегу і округу Чхондо.
18 березня голова уряду Бермудських островів на прес-конференції повідомив, що були підтверджені перші два випадки коронавірусної хвороби на Бермудських островах. Також повідомлено, що ці випадки потрапили з-за кордону наступними рейсами:
- Рейс із Маямі, штат Флорида, США на борту «American Airlines» (AA305) у середу, 4 березня;
- Рейс з Лондона, аеропорту Гатвік, Велика Британія на борту British Airways (BA2233) у п'ятницю, 6 березня.

У зв'язку з появою COVID-19 на островах після авіарейсів, уряд почав швидко діяти, та оголосив про закриття частини закладів та місць громадського користування, включаючи школи. Також повідомлено про закриття міжнародного аеропорту ім. Л. Ф. Вейда. Видано розпорядження контролювати осіб, які прибули на острови авіарейсами 17, 18, 19 та 20 березня 2020 року, і спостереження за цими особами має тривати 14 днів. До цього розпорядження додано докладний список авіарейсів. Штрафи за невиконання цього наказу складають до 3 місяців ув'язнення, або від 6 до 10 тисяч доларів штрафу, або одночасно штраф і тюремне ув'язнення.
19 березня працівники митної служби висловили занепокоєння умовами роботи служби у зв'язку з пандемією коронавірусної хвороби.
20 березня Бермудські острови уперше з'явились у звіті Всесвітньої організації охорони здоров'я про ситуацію з поширенням коронавірусної хвороби у світі. 20 березня опубліковано заборону на відвідування Бермудських островів більшістю осіб з-за їх меж, за незначним винятком. Станом на 23:59 20 березня міжнародний аеропорт Бермудських островів імені Л. Ф. Вейда буде закритий для всіх пасажирів, які не є жителями островів.
21 березня задля збереження здоров'я жителів островів закрито наступні заклади відповідно до статті 88 закону про охорону здоров'я 1949 року: школи; басейни в готелях, закладах відпочинку на відкритому повітрі, та гостьових будинках; тренажерні зали; салони краси, спа-центри та перукарні; заборонено проведення релігійних церемоній (крім поховань), розважальних заходів за участю більш ніж 50 осіб, роботу спортивних клубів за участю більш ніж 50 осіб.
23 березня працівники санітарної служби зупинили збір сміття, висловивши занепокоєння умовами своєї праці, після чого відбулися переговори з Бермудським промисловим союзом, і збирання сміття було відновлено наступного понеділка, 30 березня 2020 року. Ці занепокоєння розглянуті на зустрічі з медичним персоналом, які провели роз'яснювальну роботу щодо COVID-19, та відповіли на питання, оскільки в цей час хвороба була маловідомою та недостатньо вивченою для більшості пересічних громадян, які не могли встежити за швидким перебігом подій у світі на той час.
З 17:00 23 березня до 17:00 30 березня задля збереження здоров'я жителів островів закрито наступні заклади відповідно до статті 88 закону про охорону здоров'я 1949 року: бари та клуби, салони краси, спа-центри та перукарні, кінотеатри, тренажерні зали, роздрібні магазини (крім супермаркетів, продуктових магазинів, аптек та продажу медичного призначення, комунальних послуг та ІТ-підтримки), школи та заклади денного догляду; басейни в готелях, закладах відпочинку на відкритому повітрі, та гостьових будинках; заборонено проведення релігійних церемоній (крім поховань), концертів, роботу спортивних клубів за участю більш ніж 10 осіб, послуги вечері в ресторанах.
27 березня запроваджено комендантську годину з 20:00 до 6:00 ранку, яка тривала до запровадження правила перебування у своєму житлі для всіх жителів островів. Агентство новин «Bernews» повідомило, що ця постанова вступає у силу з 29 березня. Покарання за недотримання комендантської години на той час складали до 6 місяців ув'язнення або до 2880 доларів штрафу, або обидва види покарань одночасно.
28 березня задля збереження здоров'я жителів островів продовжено припинення роботи наступних закладів відповідно до статті 88 закону про охорону здоров'я 1949 року: бари та клуби, салони краси, спа-центри та перукарні, кінотеатри, тренажерні зали, поля для гольфу, роздрібні магазини (крім супермаркетів, продуктових магазинів, аптек та продажу медичного призначення, комунальних послуг та ІТ-підтримки), школи та заклади денного догляду; басейни в готелях, закладах відпочинку на відкритому повітрі, та гостьових будинках; заборонено проведення релігійних церемоній (крім поховань), концертів, роботу спортивних клубів за участю більш ніж 10 осіб, послуги вечері в ресторанах.

### Квітень 2020 року
1 квітня 2020 року губернатор Бермудських островів під час консультацій з прем'єр-міністром цієї заморської території заявив, що на Бермудських островах запроваджений надзвичайний стан у зв'язку з пандемією COVID-19. Того ж дня повідомлено про скликання обох палат законодавчого органу на засідання в понеділок, 6 квітня 2020 року, о 10:00 ранку. Видано розпорядження, щоб якомога більше жителів островів працювали дистанційно, де це можна зробити, згідно нового тимчасового положення про безпеку та гігієну праці під час епідемії COVID-19 від 2020 року.
3 квітня уряд Бермудських островів прийняв «Положення про надзвичайні повноваження (постійне перебування в помешканні у зв'язку з епідемією COVID-19) 2020», пізніше до цього положення вносилась низка поправок.
4 квітня о 6:00 ранку увійшла в дію постанова про обов'язкове перебування у помешканні, яка діяла до 18:00 18 квітня 2020 року, початково датою припинення дії цієї постанови було 18:00 15 квітня 2020 року, проте дію постанови початково продовжили до 18:00 18 квітня, а пізніше до 18:00 2 травня 2020 року. Назва «перебування в приміщенні» вибрана, щоб замінити слово «локдаун», яке гнітюче впливало на психіку багатьох людей, та щоб заспокоїти громадськість. Штрафи за порушення постанови про обов'язкове перебування вдома змінилися до 6 місяців ув'язнення або штрафу до 10 тисяч доларів, або застосування обох видів покарання.
6 квітня повідомлено про 2 перші смерті на островах від COVID-19. В офіційному віснику опубліковане розпорядження губернатора про продовження терміну обов'язкового перебування в помешканні до о 6:00 ранку 18 квітня 2020 року, яке затверджене місцевим парламентом.
9 квітня до постанови про обов'язкове перебування вдома внесено зміни з метою надання міністру національної безпеки можливість частково дозволити рух та частково відновити діяльність адміністративних органів для можливості роботи для подолання наслідків епідемії хвороби на островах.
На 14 квітня 2020 року на островах зареєстровано 5 смертей від коронавірусної хвороби.
16 квітня на островах зареєстровано 83 випадки хвороби, з яких 26 завезено з-за кордону, 45 інфікувалися, спосіб інфікування 12 випадків ще встановлювався, 35 хворих одужали.
17 квітня вперше в історії парламент Бермудських островів провів віртуальне засідання з метою продовження постанови про обов'язкове перебування в приміщенні, та прийняття законодавства щодо продовження інших обмежень для забезпечення безпеки життєдіяльності населення островів.
20 квітня до законодавчих актів щодо карантинних вимог удруге внесено зміни, щоб дозволити жителям островів отримати додаткові можливості покупки продовольчих товарів та продуктів для домашніх тварин, а також визначити, в які дні жителі островів можуть ходити до продуктових магазинів. Станом на той день встановлено по два дні покупок для жителів островів відповідно до першої літери прізвища, а в неділю дозволено зробити покупки особам старшим 55 років, інвалідам, та працівникам закладів, робота яких є життєво необхідною. Також було дозволено, що кожному, хто зміг робити покупки в неділю, також буде дозволено це робити в інші дні тижня відповідно до першої букви свого прізвища. Частково це запроваджено після спостереження реакції жителів островів, та для заохочення сімей допомагати тим, хто живе один і потребує допомоги. Зміна попередньої структури розподілу прізвищ запроваджена тому, що було помічено, що вона є менш ефективною та призводить до стресу.
21 квітня видано розпорядження про продовження карантину для осіб, які вже перебували на карантині, та мали позитивні результати тестування на коронавірус.
24 квітня втретє внесено зміни до законодавчих актів щодо карантинних умов, щоб продовжити дозвіл на роботу на дому, а також надати дозвіл на роботу магазинам комп'ютерної техніки.

### Травень 2020 року
2 травня 2020 року уряд Бермудських островів розпочав поетапне відновлення нормальної життєдіяльності. Цей процес мав відбуватися в 4 етапи. Перший етап розпочався того дня о 6:00 ранку як офіційне закінчення обов'язкового перебування в помешканні. Прийняті відповідні зміни до законодавства, якими затверджено поетапний перехід до нормальної життєдіяльності, причому комендантська година на першому етапі відновлення нормальної життєдіяльності встановлена щоденно з 22:00 вечора до 6:00 ранку. Частина закладів та підприємств залишаються закритими, а частина інших працюють з обмеженням часу роботи. На прес-конференції було чітко роз'яснено, що цей поетапний перехід не має чіткого датування, і він може бути змінений, а пріоритетом заходів уряду є захист населення. Крім того, саме тоді термін «соціальне дистанціювання» був змінений на «фізичне дистанціювання», щоб відобразити те, що насправді намагалися досягти запровадженням карантинних заходів.
8 травня уперше в звітах про кількість хворих розпочали вказувати їх расову належність. Це з кожним днем ставало більш важливішим, оскільки неодноразово повідомлялося, що належність до різних рас може мати вплив на перебіг COVID-19 у конкретних хворих. Цього дня також внесено зміни до положення про діяльність закладів під час карантину, щоб дозволити діяльність сервісів з переказу грошей з-за кордону, який необхідний тим особам або сім'ям, які мають родичів за кордоном, яким вони не можуть пересилати кошти, та забезпечити можливість отримання грошових коштів для тих, хто не має доступу до банківської установи. Заборонено також заняття підводним плаванням, оскільки весь кисень переданий для використання до лікарні, і в разі аварії гіпербарична камера змушена буде отримувати кисень на складі.
14 травня формат звітування даних змінено з просто «місцева передача» на «місцева передача/відомий контакт або джерело» та «місцева передача/невідомий контакт або джерело». Ця зміна даних розпочала відображатися в таблиці даних за травень.
16 травня медичне управління Бермудських островів опублікувало статистичну інформацію за останні півтора місяці. Госпіталізовано до лікарні короля Едуарда VII з приводу COVID-19 з початку епідемії до цього дня 37 хворих. Найбільша кількість хворих на COVID-19, які одночасно знаходились у лікарні, становила 16. Управління також підтвердило, що до цього дня не було виявлено жодного випадку COVID-19 в Інституті здоров'я середньої Атлантики. Протягом останніх чотирьох тижнів було проведено 60 оперативних втручань (екстрених, невідкладних та пов'язаних з раком), від 1 квітня до 12 травня на островах народилися 53 немовляти.
20 травня поновлено рух громадських автобусів з обмеженням, зокрема всі пасажири повинні одягти маску для обличчя та дотримуватися відстані між людьми всередині автобусу не менше одного метра (3 футів). Максимальна місткість автобусу дозволена у 17 пасажирів без права перевезення стоячих пасажирів, кількість пасажирів одночасно в автобусі була зменшена в понеділок, 18 травня, проте точної кількості дозволеної пасажиромісткості не повідомлено. Зазвичай кількість сидячих місць в автобусі становила 40—42 місця, дозволялось також знаходитись в автобусі й стоячим пасажирам.
Цього ж дня, 20 травня, на прес-конференції висловлено також низку проблем у функціонуванні громадського транспорту в період карантину, зокрема журналісти задавали питання щодо водіїв, які не будуть працювати, якщо будуть використовуватися мікроавтобуси, а також, що водії допускають до автобуса лише 9 осіб; на цій прес-конференції відповіді на ці питання журналісти не отримали, оскільки на ній не був присутній міністр туризму та транспорту. Після отримання низки коментарів щодо кількох запитань на карантинні теми, громадськість островів залишилась незадоволена відповідями. Зокрема було незрозуміло, чому водіям платили за послугу, яка не надавалась більше місяця, грошима, сплаченими платниками податків або державними фондами. Крім того, зазначалось, що водії, як і працівники інших галузей, зокрема ресторанів, барів та готелів, мали бути звільнені з роботи або мати скорочений робочих день, та звертатися за державною фінансовою допомогою, якщо вони не бажають працювати. Зазначено також, що якщо працюють касири, каси та працівники супермаркетів, то незрозуміло, чому не можуть працювати водії. Ці занепокоєння мали під собою підстави, оскільки неодноразово громадський транспорт зупиняв роботу, що спричиняло незручності для більшості жителів островів, і загальна підтримка відновлення роботи транспорту постійно зменшувалася. Наслідком цього стало те, що в частині коментарів в Інтернеті прямо сказано звільнити всіх водіїв громадського транспорту.
Того ж дня повідомлено, що кілька днів тому в одній з лікарень на островах виявлено позитивний тест на COVID-19 у одному з відділень у хворого. Хворого перевели на карантинний режим, та провели тестування контактних осіб, під час якого виявили позитивний результат у медсестри цього відділення. На той день інших нових випадків хвороби, які перебували в контакті з цими двома хворими, не виявлено, і в обох цих хворих не було виражених симптомів хвороби.
На прес-конференції, яка відбулась цього дня, прем'єр-міністр Бермудських островів додав, що на цей день проведено 1015 тестів на антитіла до COVID-19, та надав деталі цього повідомлення. Керівник медичного управління островів також був задоволений дотриманням фізичного дистанціювання жителями островів, оскільки працівники управління мають можливість спостерігати плоску криву кількості випадків хвороби. Повідомлено, що з наступного тижня прес-конференції з повідомленнями про перебіг епідемії хвороби на островах, будуть відбуватися двічі на тиждень.
21 травня розпочався перехід до другого етапу зняття карантинних обмежень, який схвалений урядом 17 травня, та буде діяти до 30 травня. Уряд опублікував перелік карантинних обмежень для ознайомлення населення островів на плакаті нижче.

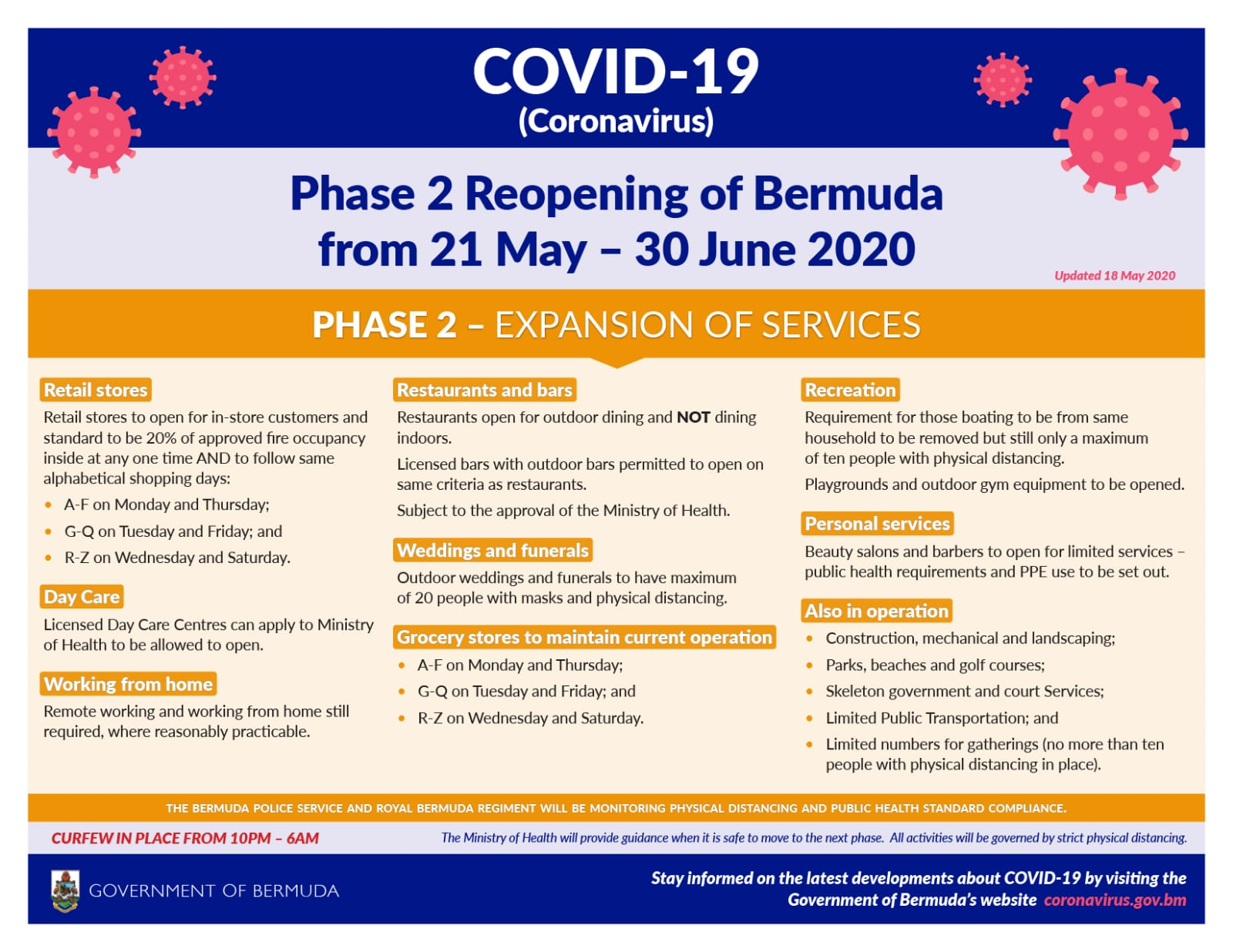
Карантинні обмеження II етапу на Бермудах станом на 18 травня 2020 року

25 травня повідомлено, що прес-конференції щодо перебігу епідемії на островах будуть відбуватися щотижня у понеділок і четвер. Того дня розпочались трансляції програми освітньої підтримки для батьків, які продовжують працювати, школярів молодшого та середнього віку. 27 травня розпочалась освітня програма для батьків дітей дошкільного віку.

## Вплив на транспорт
Всі особи, які прибували на острови, на початку епідемії повинні були відбути домашній карантин, цей порядок поширювався на осіб, що прибули на острови в березні. Пізніше карантин був змінений на спеціальний карантинний податок. На початку епідемії карантинний податок не стягувався, а пізніше розпочали стягувати збір у розмірі 100 доларів на день, проте їх не стягували у випадку фінансових труднощів у прибулої особи.

### Репатріаційні рейси
У зв'язку із закриттям кордонів та відміною транспортного сполучення багато жителів Бермудських островів опинились за кордоном у скрутному становищі. Уряд островів вирішив організувати репатріаційні авіарейси для повернення своїх громадян додому. 16 травня відбувся перший такий рейс, який здійснила авіакомпанія «Delta Air Lines» з Атланти, та організувала компанія «Travel Edge», яким на батьківщину повернулись 104 жителі Бермудських островів, багато з яких були студентами, або знаходились за кордоном для лікування. Рейс повернувся до Сполучених Штатів Америки із 100 пасажирами з різних країн, серед яких були 3 ув'язнених, яких депортували назад до США. 20 травня на прес-конференції повідомлено, що 5 жителів Бермудських островів на початку цього тижня повернулися на батьківщину з Канади.

### Вплив на громадське життя
У зв'язку з епідемією хвороби на островах довелося скасувати або відкласти велику кількість громадських заходів та подій. Серед найпомітніших скасованих або перенесених заходів найпомітнішими були:
- День Бермудських островів, у п'ятницю, 29 травня
- Карнавал у понеділок, 15 червня.
- Кубок островів у четвер, 30 липня, та п'ятницю, 31 липня.
- Наскрізна субота, 4 травня.
- Випускний у навчальних закладах.
- Святкування «Цибулевої краплі» 31 грудня в Нью-Йорку стало віртуальним.

Щоб дотримуватися фізичного дистанціювання випускників одного із навчальних закладів — Академії Ворвіка, підготовано автобус, який їздив по островах додому до майже всіх її учнів, щоб зробити випускний вечір незабутнім із фотографіями та із шкільним талісманом. За словами організаторів, це було креативне та нестандартне мислення, необхідне під час пандемії.

## Вплив на економіку
Після запровадження обов'язкового закриття більшості підприємств та закладів 21 березня 2020 року, в економіці Бермудських островів розпочалося сповільнення. Багато закладів намагалися залишатися відкритими, особливо ті, що працюють у сфері послуг, зокрема ресторани та готелі.

### Урядові заходи

#### Виплати по безробіттю
Для фінансової допомоги особам, які залишились без роботи внаслідок COVID-19, уряд запровадив грошову допомогу у зв'язку з тимчасовим безробіттям. До законодавства з допомоги по безробіттю з часом було внесено зміни, щоб допомогти якомога більшій кількості людей, і навіть тим, хто раніше не сплачував податки, за умови, що вони реєструються в податковій інспекції. Метою цього заходу було стати перехідним етапом в час між програмою фінансової допомоги та втратою роботи, оскільки перед тим, як подати заявку на фінансову допомогу, особа мала бути безробітною протягом 12 тижнів. На першому етапі опрацьовано більше 2 тисяч платежів, проте частина тривалий час не отримували платежів (на 15 травня 2020 року) через тривалі перевірки в державних установах та неможливість чітко ідентифікувати особисті дані.
Перші виплати проведені в останній тиждень березня (з 30 березня по 3 квітня), отримано 819 заповнених заявок станом на 31 березня. Зазвичай виплати проводилися у четвер та п'ятницю кожного тижня. Станом на середу, 20 травня, повідомлено, що приблизно 9 тисяч осіб отримали виплати, виплачено 23 мільйони доларів як допомогу по безробіттю, причому 1241 виплата проведена вперше за останній тиждень.

#### Державне фінансування
Уряд Бермудських островів направив 150 мільйонів доларів на фінансування місцевих державних установ. Члени уряду погодились на зниження своєї заробітної плати та плати іншим державним службовцям на островах на 15 %, яке прийнято на засіданні уряду 22 травня 2020 року.
20 травня 2020 року затверджені члени дорадчого економічного комітету, міністр фінансів цього дня представив низку заходів для стабілізації економіки.
- Податок на заробітну плату встановлений як нульовий до 30 червня 2020 року.
- Відстрочка митного збору до 6 місяців з можливим продовженням більш ніж 6 місяців, якщо обставини виправдовують таку відстрочку.
- Пенсії — дозволено не проводити обов'язкових виплат як до приватних пенсійних програм (обов'язкові), так і до пенсій за програмою соціального страхування, до 30 червня 2021 року; дозволені добровільні платежі як до приватних, так і до державних пенсійних програм.

#### Громадський транспорт
Громадський транспорт на островах повинен був відновити роботу 18 травня 2020 року, зі зміненим розкладом руху, а в березні 2020 року повідомлено, що проїздні квитки на автобус можна буде використовувати до неділі, 31 травня. Частину інших проїздних квітків на квітень та травень 2020 року можна було обміняти у центральному терміналі до неділі, 21 червня 2020 року. Відкриття громадського транспорту відбулось із затримкою, 20 травня 2020 року, що пояснено технічними причинами.

#### Банки
На Бермудських островах на час епідемії коронавірусної хвороби було 4 банки, кожен з яких відкривався один день на тиждень для відвідувачів під час періоду обов'язкового перебування вдома для жителів островів. Повідомлення про роботу банків періодично з'являлись в Інтернеті проте виключно як коротке сповіщення, найчастіше з застереженням, що ситуація під контролем або що ситуація швидко змінюється. Банки почали відновлювати більшість послуг для клієнтів у понеділок, 4 травня 2020 року, проте не всі банки відкрилися того дня. Зокрема, банки «NT Butterfield & Son Limited» і «HSBC Bank of Bermuda Limited» відкрились 4 травня, «Бермудський комерційний банк» відкрився 5 травня, дата відкриття «Clarien Bank Limited» не була повідомлена. Під час пандемії банківський сервіс підтримувався усіма банками через їхні онлайн-банківські платформи та банкомати з обмеженим обслуговуванням.

#### Служби життєзабепечення
Єдиний постачальник електроенергії на островах компанія «BELCO» 20 березня 2020 року призупинила відключення електроенергії за борги на 30 днів.

#### Закриття підприємств і закладів
Повідомлено про закриття наступних закладів: «The Swizzle» (перше опубліковане повідомлення про закриття закладу), «Connections Shoes» (немає повідомлення про зв'язок закриття з епідемією хвороби, також відсутні коментарі власника).